# Nora Iuga
Nora Iuga (nom de plume d'Eleonora Almosnino), née le 4 janvier 1931 à Bucarest, est une poétesse, écrivaine et traductrice roumaine.

## Biographie
Iuga est né à Bucarest, en Roumanie, le 4 janvier 1931. En plus d'être écrivaine, Iuga a également travaillé comme journaliste, assistante de langue étrangère et éditrice.
Son premier recueil de poèmes Vina nu e a mea (Ce n'est pas ma faute) a été publié en 1968. Elle a été censurée entre 1971 et 1978 par le gouvernement communiste en Roumanie après la publication de son deuxième recueil de poèmes, Captivitatea cercului (Piégé dans un cercle) sous l'accusation que son travail diffusait "l'érotisme morbide" et aurait une mauvaise influence sur la jeune génération.
La première traduction anglaise de son œuvre, un recueil de poèmes intitulé The Hunchbacks' Bus (Le Bus des bossus) a été publiée en 2016. Plusieurs de ses œuvres ont également été traduites en allemand. Des traductions anglaises de son travail ont été incluses dans l'anthologie Something is still present and isn't, of what's gone.
Elle obtient une résidence à l'Akademie Schloss Solitude en 2003 et remporte le Prix Friedrich-Gundolf de l'Académie allemande pour la langue et la littérature en 2007.

## Décorations
- Commandeur de l’ordre national du Mérite (Roumanie) "en signe de haute appréciation pour toute sa carrière consacrée à la promotion de la langue et de la culture littéraire roumaines, pour le dévouement et le talent avec lesquels il s'est impliqué dans la promotion de l'image de la Roumanie dans le monde", (17 janvier 2017)[7].
  -  Officier de l’ordre national du Mérite (Roumanie) "pour des réalisations artistiques exceptionnelles et pour la promotion de la culture, à l'occasion de la Fête nationale de la Roumanie", (1er décembre 2000)[8].